# Luigi Gioli

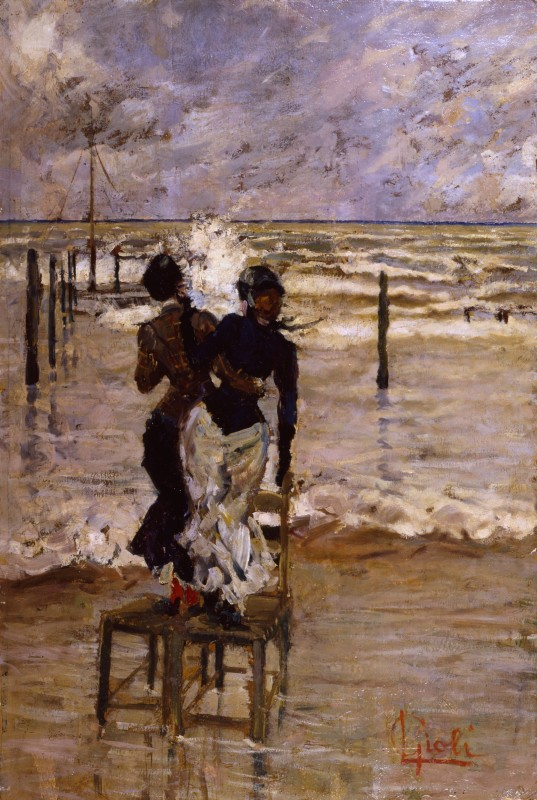
Signore in riva al mare, (1900 circa) Collezioni d'arte della Fondazione Cariplo

Luigi Gioli (San Frediano a Settimo, 16 novembre 1855 – Firenze, 27 ottobre 1947) è stato un pittore italiano della corrente artistica dei Macchiaioli, di seconda generazione.

## Biografia
Membro di una Nobil famiglia , tutt'ora fiorente, che trasse le origini da un vicino borgo di Pisa, dopo la laurea in giurisprudenza si avvicina alla pittura seguendo l'esempio del fratello maggiore Francesco. Entra in contatto con i pittori postmacchiaioli con i quali si esercita su soggetti campestri e rurali, tratti soprattutto dalla campagna toscana. Nel viaggio a Parigi del 1878 ha modo di conoscere le ricerche di Edgar Degas, ampliando il suo repertorio con temi nuovi tratti dal mondo urbano e soggetti equestri. Costantemente legato alla pittura di macchia si specializza nell'esecuzione di paesaggi maremmani caratterizzati dalla presenza di animali, con i quali si distingue all'Esposizione d'Arte della città di Venezia nel 1887 e all'Exposition universelle di Parigi nel 1889. Verso la fine del secolo si reca a dipingere con il fratello sulla costa adriatica. Partecipa alle maggiori esposizioni italiane di inizio secolo, in particolare all'Esposizione Universale di Roma del 1911.

## Opere
Nella Galleria comunale d'arte di Cagliari è esposta l'opera di Luigi Gioli: Buoi all'abbeverata. All'interno del Palazzo Giuli Rosselmini Gualandi di Pisa, sono esposti i principali capolavori della Collezione Fondazione Cassa di Risparmio, comprendente opere di vari artisti, fra i quali si trova Luigi Gioli.